# 玛蒂·罗杰斯
玛蒂·罗杰斯（英語：Mattie Rogers，1995年8月23日—），美国女子举重运动员，2017年世界举重锦标赛女子69公斤级银牌得主、2019年世界举重锦标赛女子71公斤级银牌得主、2021年世界举重锦标赛女子76公斤级银牌得主、2022年世界举重锦标赛女子76公斤级银牌得主。